# Zilvervlekmotten
Zilvervlekmotten (Heliozelidae) is een familie uit de orde Lepidoptera (Vlinders).

## Geslachten
- Antispila
- Antispilina
- Coptodisca
- Dyselachista
- Heliozela
- Holocacista
- Hoplophanes
- Ischnocanaba
- Lamprozela
- Monachozela
- Phanerozela
- Prophylactis
- Pseliastis
- Tyriozela